# Tenkasi
Tenkasi è una suddivisione dell'India, classificata come municipality, di 62.828 abitanti, situata nel distretto di Tirunelveli, nello stato federato del Tamil Nadu. In base al numero di abitanti la città rientra nella classe II (da 50.000 a 99.999 persone).

## Geografia fisica
La città è situata a 8° 58' 0 N e 77° 17' 60 E e ha un'altitudine di 142 m s.l.m..

## Società

### Evoluzione demografica
Al censimento del 2001 la popolazione di Tenkasi assommava a 62.828 persone, delle quali 30.977 maschi e 31.851 femmine. I bambini di età inferiore o uguale ai sei anni assommavano a 6.793, dei quali 3.429 maschi e 3.364 femmine. Infine, coloro che erano in grado di saper almeno leggere e scrivere erano 46.289, dei quali 24.956 maschi e 21.333 femmine.